# Ruf Automobile
Ruf Automobile GmbH — немецкий производитель спортивных автомобилей и суперкаров на базе автомобилей марки Porsche. Создатель предприятия Алоиз Руф (нем. Alois Ruf).

## История
Алоиз Руф создал мастерскую, которая занималась техобслуживанием легковых автомобилей под названием «AUTO-RUF» в коммуне Пфаффенхаузен в 1939 году. В 1960-х годах впервые начали тюнинговать актуальные и устаревшие автомобили марки Porsche, в основном увеличивали мощность двигателя. До 1975 года продуктом фирмы являлись исключительно гоночные автомобили, которые нельзя было использовать в дорожном движении. С 1981 года фирма получила официальное разрешение называться автомобильным производителем и стала маркой RUF.

## Модели
- CTR 1 (также известен под названием CTR Yellowbird)
- CTR 2
- CTR 3
- RCT
- RGT
- BTR/2
- Turbo R
- R Kompressor
- RTurbo
- RT 12
- RT 12S
- RT 12R
- RT 35
- 3400S
- 3400K
- 3600S
- RK Coupe/Spyder
- Dakara

## Галерея
- Ruf CTR
- Ruf CTR3
- Ruf RGT
- Ruf BTR
- Ruf RTurbo
- Ruf RK Coupe